# Plantibody
Plantibody ist ein Kofferwort aus plant (Pflanze) und antibody (Antikörper). Er beschreibt die Technik, dass Säugetier-Antikörper in gentechnisch veränderten Pflanzen hergestellt werden. Ziel ist es dabei, pflanzliche Systemen effizienter und kostengünstiger einzusetzen als Kulturen von Säugetierzellen. Die so gewonnenen Antikörper können unter anderem für immunchemische Nachweise wie beispielsweise ELISA eingesetzt werden.